# Цукровий діабет тип 5
Цукровий діабет 5-го типу, або діабет, пов'язаний з недостатнім харчуванням — один з типів цукрового діабету, який характеризується зниженням вироблення інсуліну (подібно до діабету 1-го типу), але дефіцит інсуліну пов'язаний насамперед із недостатнім харчуванням, а не з аутоімунним ушкодженням бета-клітин підшлункової залози. На відміну від діабету 1-го типу, у пацієнтів з діабетом 5-го типу не розвивається кетонурія чи кетоз.

## Історія
Діабет, пов'язаний з недоїданням, вперше описали на Ямайці в 1955 році. Він найчастіше зустрічається у молодих чоловіків у країнах з низьким та середнім рівнем доходу, які мають індекс маси тіла нижче 19. Їм часто помилково ставлять діагноз діабету 1-го типу, але в таких пацієнтів не розвивається кетонурія або кетоз, попри високий рівень глюкози в крові та потребу в інсуліні.
У 1985 році Всесвітня організація охорони здоров'я (ВООЗ) офіційно класифікувала «цукровий діабет, пов'язаний з недоїданням» як окремий тип діабету, але в 1999 році скасувала цю категорію, посилаючись на відсутність доказів того, що недоїдання або дефіцит білка викликає діабет.
Проте 8 квітня 2025 року в Бангкоку (Таїланд) відбулося голосування за підтримку цієї категорії під час Всесвітнього діабетичного конгресу Міжнародної діабетичної федерації (IDF).

## Патогенез
Ключовою ланкою патогенезу цукрового діабету 5-го типу є абсолютний дефіцит інсуліну, вироблення якого бета-клітинами підшлункової залози значно знижується через незбалансоване харчування, бідне на білок і деякі мікронутрієнти, але з відносним переважанням вуглеводів.

## Діагностика
Діагностичні критерії цукрового діабету 5-го типу наразі перебувають у фазі розробки. Розробити офіційні діагностичні та терапевтичні рекомендації щодо діабету 5 типу Міжнародна діабетична федерація доручила робочій групі за участі Мередіт Хокінс (англ. Meredith Hawkins), професора медицини Медичного коледжу Альберта Ейнштейна (Бронкс, Нью-Йорк) навесні 2025 року.

## Лікування
Станом на липень 2025 року відсутні чіткі рекомендації щодо лікування діабету типу 5. 
Деякі дані свідчать про те, що дуже невеликі кількості інсуліну в поєднанні з пероральними засобами можуть бути найефективнішими. Дуже важливо відрізняти діабет 5 типу від діабету 1 типу, оскільки введення занадто великої кількості інсуліну може швидко виявитися летальним. Харчування хворих має включати набагато більшу кількість білка та меншу кількість вуглеводів, а також особливу увагу приділяти усуненню дефіциту мікроелементів.